# ダウンビート
ダウンビート（Downbeat）とは、次のようないくつかの意味を持つ言葉。

## 音楽理論として
音楽の演奏または音楽理論において、ダウンビートとは小節の最初の1拍のことである。各小節の先頭で、指揮者が振る指揮棒（タクト）が振り下ろされる ( downward stroke ) ことからこの名が来ている。バックビートも参照のこと。
現代の音楽、コモンタイムと呼ばれる4分の4拍子の音楽では、1拍目が強調されることは稀である（ファンクの中には例外があるが）。最も多くの場合は、2.4拍目に、バックビートに強いアクセントが置かれる。

## 日本の表拍 (ダウンビート)
日本ではダウンビートの事を「表拍」とも呼ぶ。日本、日本人の音楽の曲には最初の1拍を打つ表拍の曲が多いと指摘される事があり、アメリカにカルチャーショックを受けた世代が主流の時代には「日本人にロックは無理」ということが頻繁に言われていた。
日本の多くの民謡(例、ソーラン節、炭鉱節)、日本の多くの音頭(例、東京音頭、河内音頭)、三味線曲など。
日本の多くの応援歌は表拍(ダウンビート)で拍手して応援する。
また、日本人のよく知る体操の曲『ラジオ体操』は「表拍」である。

## 音楽ジャンルとして
音楽ジャンルの名前にも、ダウンビートという言葉がある。それはまた、ダウンテンポ、トリップ・ホップ、チルアウト とも呼ばれているジャンルである。

### 音楽ジャンル・ダウンビートの例
- Casino by ヴァイオレント・インディアナ (Violet Indiana)
- 『ダミー』 - Dummy by ポーティスヘッド
- 『フィア・オブ・フォー』 - Fear of Fours by ラム
- Suicidal adage by レンディ・ヴェクサー (Lendi Vexer)
- 『ザ・マグニフィッセント・ツリー』 - The Magnificent Tree by フーヴァーフォニック (Hooverphonic)

## 音楽雑誌の名前
- ダウン・ビート (DownBeat) - アメリカ合衆国のジャズ系音楽雑誌。